# Nīlakaṇṭha Somayāji
Nīlakaṇṭha Somayāji, con grafia inglese Nilakantha Somayaji (in malayalam നീലകണ്ഠ സോമയാജി; in hindī नीलकण्ठ सोमयाजि; Trikkandiyur, 14 giugno 1444 – 1544), è stato un matematico e astronomo indiano, appartenente alla Scuola matematica e astronomica del Kerala.

## Biografia
Fu un discepolo di Damodara, figlio di Parameshvara, e un bramino. Nella sua opera più importante, Tantra Samgraha, elaborò ed ampliò i contributi di Madhava, considerato il fondatore della scuola del Kerala. In seguito scrisse il commentario Tantrasangraha-vyakhya e un ulteriore commentario intitolato Yukthideepika, scritto nel 1501. Scrisse anche il lavoro Aryabhatiya-bhashya, seguito anch'esso da un commentario.

Nessuno dei suoi lavori matematici è ancora esistente, ma ci sono pervenuti tramite matematici indiani successivi.
I suoi apporti più significativi in campo matematico includono:
- L'introduzione nella matematica indiana di dimostrazioni ottenute con il metodo induttivo.
- Deduzione e dimostrazione dello sviluppo in serie della funzione trigonometrica arcotangente.
- Dimostrazione e miglioramenti di altri sviluppi in serie di Madhava.
- Uno sviluppo in serie che converge a π/4 più rapidamente della formula di Leibniz.
- Scoperta della relazione tra le serie di potenze di π/4 e l'arcotangente.
- Spiegazioni sofisticate dell'irrazionalità di pi greco.

In campo astronomico i suoi contributi comprendono:
- La corretta formulazione dell'equazione del centro dei pianeti.
- Un corretto modello eliocentrico del sistema solare.